# Lard
Lard é uma banda norte-americana conhecida por misturar metal industrial, hardcore e punk rock e que teve a participação do ex-vocalista do Dead Kennedys, Jello Biafra e de Al Jourgensen & Paul Barker do Ministry. A música "Forkboy", de 1996, foi incluída na trilha sonora do filme Natural Born Killers (no Brasil "Assassinos por Natureza"), de Oliver Stone.
A banda teve início em 1988 e sua formação inicial foi composta por Jello Biafra (vocais), Al Jourgensen (guitarra e vocais), Paul Barker (baixo) e Jeff Ward (bateria). Ao longo dos anos outros membros do Ministry tocaram com o Lard - Bill Rieflin, Mike Scaccia e Rey Washam.
Seguindo a linha da maioria das letras e trabalhos de Jello Biafra e do Ministry, as letras do Lard são carregadas de política furiosa, frequentemente mencionando a Guerra contra as Drogas promovida pelo governo americano no país.
Apesar da banda ter realizado poucos shows durante sua existência (durante a turnê do Ministry em 1988, 1989 e 1990. Em Chicago, Los Angeles, San Francisco, Portland e Seattle, durante a turnê do Ministry de 2004), sua discografia inclui 3 EP's de 12 polegadas e 2 álbuns.

## Integrantes
- Jello Biafra - vocal
- Al Jourgensen - guitarra, backing vocal
- Paul Barker - baixo
- Jeff Ward - bateria

## Discografia
- 1989 - The Power of Lard – (12"/CD/Fita cassete) 1989 - Alternative Tentacles • (12" EP) - Fringe Product
- 1990 - I Am Your Clock – (12" EP) - Alternative Tentacles
- 1990 - The Last Temptation of Reid – (LP/CD/Fita cassete) - Alternative Tentacles
- 1997 - Pure Chewing Satisfaction – (LP/CD/Fita cassete) - Alternative Tentacles
- 2000 - 70's Rock Must Die – (12"/CD EP) - Alternative Tentacles